# Air (jazz)
Pour les articles homonymes, voir Air (homonymie).
Air est un trio de free jazz fondé à Chicago en 1971 par trois musiciens de l'AACM : le saxophoniste Henry Threadgill, le contrebassiste Fred Hopkins et le batteur Steve McCall. Le trio s'est dissous et reformé plusieurs fois, notamment sous le nom New Air en 1983, Pheeroan Ak Laff prenant en charge les percussions à la place de McCall. Sur le dernier album, Air Show n°1 (1986), on note la participation vocale de Cassandra Wilson, qui était l'épouse de Threadgill. 
Air est ainsi l'un des rares groupes durables, avec l'Art Ensemble of Chicago, qui ont été issus de l'AACM.

## Discographie du groupe
- 1975 : Air song (Why Not / India Navigation)
- 1976 : Live air (Black Saint)
- 1976 : Air raid (India Navigation)
- 1977 : Air time (Nessa)
- 1978 : Open air suite (Novus)
- 1978 : Live at Montreux 1978
- 1979 : Air lore (Bluebird/RCA)
- 1980 : Air mail (Black Saint)
- 1982 : 80 degrees below '82 (Antilles)
- 1983 : New Air: Live at the Montreux Int'l Jazz Festival (Black Saint)
- 1987 : Air Show No. 1 [live] (Black Saint)